# Veo Televisión (empresa)
VEO Televisión, S.A., es una de las nueve empresas concesionarias de una licencia múltiple de canales nacionales de la TDT de España, operando actualmente dos canales, uno propio (Veo7) y una joint-venture junto a Warner Bros. Discovery (DMAX).
Veo Televisión S.A. pertenece al 100% a Unidad Editorial (Unedisa), desde la absorción por parte de este del Grupo Recoletos, hasta entonces otro accionista de la cadena, y de la compra posterior del 44% a los accionistas minoritarios.

## Historia

### Inicios y concesión
El 9 de mayo del 2000 se constituyó la empresa Veo Televisión S.A. para acudir al concurso que había convocado el Gobierno de España, y el 24 de noviembre del 2000 recibe la concesión para emitir, firmando el 18 de junio de 2001 el contrato de concesión.
El 18 de junio de 2002, el Grupo Recoletos lanzó el canal de televisión Expansión TV, que se emitía por varios servicios de cable y por el multiplexor de TDT 66, gestionado por Veo Televisión S.A. Sin embargo, la cadena fue vendida a Intereconomía Corporación en mayo de 2005, dando lugar a Intereconomía Televisión, que siguió emitiendo en la misma frecuencia.

### Relanzamiento de la Televisión Digital Terrestre (TDT) y nacimiento de Veo y Sony TV en Veo
El 30 de noviembre de 2005, con el relanzamiento de la TDT en España, se estrenó el que sería el primer canal propio de Veo Televisión S.A. en la frecuencia ocupada por Intereconomía Televisión, que pasó al segundo canal del multiplexor gestionado por Veo.
Estas primeras emisiones se hicieron exclusivamente en horario de tarde y con contenidos procedentes mayoritariamente de las editoriales integradas en sendos grupos, como El Mundo en Portada, realizado por Unedisa, y Fórmula Marca realizado por el Grupo Recoletos. Además, al poco nacieron los informativos llamados Las noticias de Veo, gestionados conjuntamente por ambas empresas. En la temporada 2006-2007, el canal fue creciendo en contenidos hasta convertirse en un canal de emisión de 24 horas.
El 12 de junio de 2006, tras un acuerdo firmado con Sony Pictures, el segundo canal del multiplexor de Veo, hasta entonces utilizado por Intereconomía Televisión, fue ocupado por Sony TV en Veo (actualmente Sony TV) con una programación basada en series de ficción y emitiendo en dos pistas de audio, con subtítulos opcionales en castellano. El canal comenzó su emisión regular el 19 de septiembre de 2006.
El 29 de noviembre de 2006 ocupando el espacio restante del multiplexor 66, se lanzó el primer canal de la TDT en España dedicado exclusivamente a la fórmula teletienda, llamado Tienda en Veo.

### Temporada 2008-2009
El 1 de septiembre de 2008, Veo Televisión modificó su logotipo y la imagen corporativa que mantenía desde el inicio del canal. Además, los programas estrella de la cadena pasaron a llevar Veo en el nombre. Así, El Mundo en Portada pasó a llamarse Veo El Mundo, Las Noticias de Veo pasaron a llamarse Veo Noticias, y Fórmula Marca pasó a llamarse Veo Marca.
El 12 de enero de 2009, Veo modificó su nombre, logo e identificativo añadiéndole un 7, y pasando a denominarse Veo7, buscando asociar el canal con la presintonía 7 del mando a distancia. Poco antes, SET en Veo cambió el suyo por Sony TV en Veo.
El sábado 4 de julio de 2009, Veo7 emitió el programa 12 horas sin piedad, en el que se batió un Récord Guinness, al realizarse la entrevista más larga de la historia al artista, humorista, escritor y presentador Pedro Ruiz, que respondió durante 12 horas seguidas a diferentes entrevistadores. Además, este programa batió el récord de audiencia de la cadena, con una media del 2,2% en TDT y 176.800 personas de media, y 1.906.000 de audiencia acumulada, así como con una media de audiencia en el total del día de 1,91%.

### Temporada 2009-2010
El 1 de mayo de 2010 Sony TV en Veo (actualmente AXN White) cesó sus emisiones en abierto y fue sustituido por un canal de pago, AXN.
El 28 de agosto de 2010 inició sus emisiones Marca TV, un canal en que ofrece información deportiva, centrándose en el fútbol, con retransmisiones de partidos, previas, tertulias, etc. Además tratará deportes como el baloncesto, balonmano, motociclismo, automovilismo, tenis, atletismo o ciclismo, entre otros.
También desde noviembre emite 13 TV, un canal generalista que alquiló un espacio en la Frecuencia de Veo Televisión. En el grupo de inversores que hizo realidad esta apuesta se encuentra el exdirector de Popular TV, Alejandro Samanes. Según la información la firma de este acuerdo se produjo el pasado mes en febrero de 2010 y se extiende por 15 años.

### Temporada 2010-2011
El inicio de la temporada 2010-2011 fue con Veo7 el 30 de agosto de 2010 con la modificación de su imagen corporativa integrando en ella el símbolo de identidad de Unidad Editorial. Este fue el primer paso de una serie de cambios que están siendo reflejo de la evolución de la cadena en el último cuatrimestre de 2010. Entre los días 6 y 13 de septiembre fueron incorporándose novedades en la programación de la cadena que conformarán las señas de identidad hasta finales de año.
En el mes de septiembre de 2010, el Ministerio de Industria exigió a Veo Televisión el cierre inmediato de Tienda en Veo, ya que consideró que estaba vulnerando el límite de cuatro emisiones simultáneas que recoge la Ley General Audiovisual. Ese mismo día también se exigió el cierre de Canal Club, en TDT, a Prisa TV. Días antes, el Gobierno también exigió el cierre de Cincoshop a Mediaset España por los mismos motivos.
Durante el mes de mayo de 2011 se especuló que Veo7 cesaría sus emisiones tarde o temprano. El rumor surgió cuando se filtró que RCS MediaGroup había ordenado al consejero delegado de Unidad Editorial, Antonio Fernández-Galiano, el cierre inmediato y la posterior venta de la cadena. Sin embargo, desde el grupo editor de El Mundo y Marca, entre otras publicaciones, se apresuraron a desmentir esas informaciones. De todos modos, los rumores continuaron a causa de las bajas audiencias que fue cosechando desde sus inicios y por la noticia de que Veo7 prescindiría de 70 trabajadores y emitiría su último informativo el viernes 27 de mayo a las 21.00 horas. Así se redujeron las horas de emisión de producción propia, aunque continuaron con la retransmisión del Giro de Italia, La Vuelta a El Mundo y En Confianza, según anunció días atrás la dirección de la compañía.
Semanas más tarde, el 1 de junio, varios portales anunciaron que Veo7 echaría el cierre definitivo el 30 de junio de 2011, ya que RCS MediaGroup, el grupo italiano que controla Unidad Editorial, decidió cesar sus emisiones ante la crisis publicitaria y la falta de audiencia. Finalmente, el 1 de julio de 2011, a las 21.40 horas, el canal Veo7 cesó sus emisiones. Enseguida comenzaron las emisiones del canal de teletienda Ehs.TV bajo la identidad de Teletienda en el espacio que dejó libre Veo7.

### Temporada 2011-2012
Tras el cese de emisiones, diversos medios digitales anunciaron en agosto de 2011 la intención del canal de regresar a sus emisiones en el mes de septiembre aunque con cambio de nombre y de programación. Esta noticia fue confirmada por el periodista Carlos Cuesta mediante su cuenta en la red social Twitter y así fue, Veo7 regresó a la televisión española el 12 de septiembre de 2011 a las 20:30 horas con nueva imagen corporativa y bajo el nombre de Veo Televisión tras dos meses de emisión ininterrumpida de teletienda. Las primeras reemisiones del canal comenzaron tal día y tal hora con la serie Distrito de Policía y con el programa Con el mundo a Cuestas, debate político presentado por Carlos Cuesta. Desde el inicio de sus reemisiones, emitió de lunes a jueves durante cuatro horas diarias de manera provisional (de lunes a jueves durante 20 horas diarias y de viernes a domingo durante todo el día, continuaba emitiendo la teletienda de Ehs.TV).
El martes 13 de septiembre de 2011, a las 10:00 horas de la mañana, se dio a conocer simultáneamente en Madrid y Londres el acuerdo firmado entre Unidad Editorial y Discovery Networks para cubrir la gran mayoría de las franjas de su programación diaria en las que se ofrecen series de entretenimiento de no ficción, ya que Unidad Editorial gestiona, de lunes a jueves, una franja con la emisión de Una mirada a El Mundo. Gracias a ese acuerdo, que realizó cambios profundos en la programación de Veo Televisión, el canal tiene contenidos premium y de gran calidad, ya que el canal ofrece series de entretenimiento de no ficción y es complementario al extenso catálogo internacional de canales que posee Discovery Networks en la televisión de pago junto a programas de información y debate en la franja de prime time de los que se encarga Unidad Editorial.
Finalmente, el lunes 20 de octubre de 2011 se dio a conocer Discovery Max, el canal de Discovery Networks que ocupa la frecuencia de Veo Televisión desde el 1 de enero de 2012. El canal, que comenzó sus emisiones oficiales el 12 de enero de 2012, incluye contenidos de los 13 canales que Discovery Networks distribuye en Estados Unidos y de los 24 canales que distribuye en todo el mundo. La oferta de contenidos es distinta de la de Discovery Channel en España. Un mes después de anunciar el nombre del canal, se desveló que Unidad Editorial había acordado ceder la publicidad de Veo Televisión al Grupo Discovery Communications a cambio de que la cadena internacional dotara de contenidos a la señal y abonara un royalty.

### Cese de emisiones de Marca TV, vuelta de AXN a la televisión de pago y cierre de OrbytTV
Marca TV cesó sus emisiones, tras cerca de tres años de emisiones, el 31 de julio de 2013 tras varios meses en los que su continuidad estuvo en el aire. La emisora estableció previamente el día 30 de junio como fecha límite para su cierre, aunque finalmente logró una prórroga de su contrato mensual. Ese mismo día, La Tienda en Casa, canal de televisión español dedicado a la comunicación comercial, lo sustituyó. Sin embargo, ocho meses después, se anunció el cierre de este canal para el 6 de mayo de 2014, como consecuencia de una sentencia del Tribunal Supremo de Justicia que anuló las concesiones de emisión para este y otros ocho canales de TDT. La sentencia fundamentó la medida en que las citadas concesiones fueron otorgadas sin el preceptivo concurso público que rige la Ley del Audiovisual.
Por ese mismo motivo, tras 4 años de emisión, la señal de AXN en la TDT de pago dejó de estar disponible el 30 de abril de 2014, aunque continuó su emisión en operadores de satélite, cable e IPTV.
Más tarde, después de tres años y cinco meses, el 4 de agosto de 2014, OrbytTV cesó sus emisiones. Esto se debió a una demanda por parte de la empresa Infraestructuras y Gestión 2002, la cual consideraba ilegal uno de sus dos canales de televisión, ya que ambos estaban alquilados y únicamente se puede alquilar la mitad del múltiplex, así como el servicio interactivo OrbytTV.

### Cese de 13TV y comienzo de emisiones de GOL en abierto
Tras conseguir 13TV su propia frecuencia, en marzo de 2016 cesó sus emisiones por este canal. La frecuencia fue entonces alquilada a Mediapro, que decidió crear un canal de deportes en abierto recuperando la marca GOL.

### Cese de GOL en abierto y vuelta de Veo7
El 15 de junio de 2025, Unidad Editorial anunció que Veo7 volvería a emitir en TDT en sustitución de Gol Play. El 17 de junio de 2025, Gol Play dejó de emitir en TDT, centrándose en operadores de pago y en la programación exclusivamente deportiva.

## Actividades
Todas las frecuencias de TDT España de TV y radio son frecuencias alquiladas a Veo Televisión en la actualidad:

### Televisión
| Logo | Canal                          | Inicio de transmisiones           | Formato de imagen |
| ---- | ------------------------------ | --------------------------------- | ----------------- |
|      | Veo7 Canal de entretenimiento. | 30 de noviembre de 2005 (19 años) | HD                |
|      | DMAX Canal de telerrealidad.   | 12 de enero de 2012 (13 años)     | HD                |

#### Extintos
| Logo | Canal                                 | Inicio de transmisiones        | Cese de transmisiones           | Formato de imagen       |
| ---- | ------------------------------------- | ------------------------------ | ------------------------------- | ----------------------- |
|      | Sony TV Canal de entretenimiento.     | 12 de junio de 2006 (19 años)  | 7 de mayo de 2012 (13 años)     | SD                      |
|      | Tienda en Veo Canal de televenta.     | junio de 2002 (23 años)        | 1 de enero de 2012 (13 años)    | SD                      |
|      | Marca TV Canal de deporte.            | 28 de agosto de 2010 (14 años) | 31 de julio de 2013 (12 años)   | SD                      |
|      | AXN Canal de entretenimiento.         | 27 de julio de 2005 (20 años)  | 17 de febrero de 2014 (11 años) | SD (Señal codificada $) |
|      | La Tienda en Casa Canal de televenta. | 1 de agosto de 2013 (12 años)  | 6 de mayo de 2014 (11 años)     | SD                      |
|      | Gol Play Canal de deporte             | 1 de junio de 2016 (9 años)    | 17 de junio de 2025             | HD                      |

### Radio
| Logo | Emisora                               | Inicio de transmisiones           |
| ---- | ------------------------------------- | --------------------------------- |
|      | esRadio Emisora generalista.          | 7 de septiembre de 2009 (15 años) |
|      | Radio Marca Emisora de deporte.       | 1 de febrero de 2001 (24 años)    |
|      | Vaughan Radio Emisora de divulgación. | -                                 |
|      | Cadena 100 Emisora de música.         | 1 de mayo de 1992 (33 años)       |
|      | Radio María Emisora de religión.      | 24 de enero de 1999 (26 años)     |